# Musado
Le musado est un art martial moderne qui se divise par deux branches : le musado traditionnel destiné aux civiles et le Musado MCS (Military Combat System) destiné aux forces à l'armée et à la police.
Le centre principal du musado est à Dortmund.

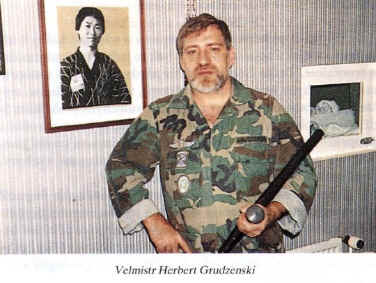
Herbert Grudzenski - le grand maître et fondateur du art martial musado

Le fondateur et actuel grand maître du musado est l'allemand Herbert Grudzenski, le instructeurs principaux pour la République tchèque sont Oldřich Šelenberk et Antonín Sokol.

## Histoire
C'est une pratique de combat basé sur les arts martiaux coréens. En Coréen musado signifie « la voie de guerrier ».
Le musado a été créé en 1968.

## Grades techniques dans le musado traditionnel
Le musado traditionnel a 6 grades (1.-6. kup) marqués par la couleur de la ceinture. L'étudiant n'obtient pas la ceinture dès le commencement mais seulement après 2-4 mois de pratique et doit passer un examen.
| grade  | coleur  | ceinture |
| 6. kup | blanche |          |
| 5. kup | orange  |          |
| 4. kup | jaune   |          |
| 3. kup | verte   |          |
| 2. kup | bleue   |          |
| 1. kup | marron  |          |
| 1. dan | noire   |          |

La ceinture noire montent jusqu'à neuvième dan marqué sur la ceinture par un chiffre romain écrit en lettres dorées. En République tchèque, le propriétaire du plus haut dan est Antonín Sokol (IV).

## Code d'honneur des praticiens de musado
Le code d'honneur du Musado est une version moderne du code des anciennes unités coréennes Hwarang.

### Serment
- loyauté à son pays
- loyauté aux enseignement et aux enseignants, respect aux parents
- confiance et fraternité entre amis
- courage face à un ennemi
- ne jamais tuer sans cause

### Principes moraux et éthiques
Après avoir juré, l'étudiant doit adhérer à des principes moraux et éthiques (kyohun; termes coréens) :
- in – humanité
- oui – justice
- ye – courtoisie
- ji – sagesse
- shin – confiance
- sum – bonté
- duk – vertu
- chung – loyauté
- yong – courage

## Musado Military Combat System
Le Musado MCS est un système militaire de combat au corps à corps, spécialement destiné à l'armée, la police et autres forces de sécurité.
Le musado est aussi utilisé par des unités spéciales, comme des unités de guerre aérienne, des brigades de réaction rapide et des brigades de l'ONU.
En République tchèque ce système a été introduit en 1993.
Musado MCS n'a pas de règles précisément données. Néanmoins, sa panoplies fournit plus de 4000 techniques qui avec une bonne maîtrise rendent capable d'arrêter un assaut.